# 櫻區
櫻區（日语：／ Sakura ku */?）是日本埼玉市的10個行政區之一。位于埼玉市西南部。

## 地理
本區位於埼玉市西南部。相當於舊浦和市大久保地區與土合地區大部分。
區西側與志木市、富士見市以荒川為界。其東側有鴨川。西南部是兩條河川形成的河川地，現為公園與農地。首都高速埼玉大宮線東側為住宅區，西側也在進行住宅區開發。
本區幾乎為低地，東部部分屬大宮台地與野支台。區北部至東部可見舊河道形成的自然堤防地形、可知古時本區大部分是位在荒川（入間川）右岸。

### 河川
- 荒川
- 鴨川（日语：鴨川 (埼玉県)）
- 鴨川放水路（日语：鴨川放水路）
- 鴻沼川（日语：鴻沼川）（霧敷川）
- 油面川（日语：油面川）
- 櫃沼排水路
- 田島排水路（日语：田島排水路）
- 高沼用水路西緣（日语：高沼用水路）
- 道之下排水路
- 作田排水路
- 白神川（日语：白神川）
- 江川（日语：江川 (さいたま市)）

## 歷史

### 概史
- 古時聚落集中在自然堤防等微高地，沼澤低地多為水田。5世紀後半至7世紀，白鍬地區與西堀地區等地建造古墳，形成大久保古墳群（日语：大久保古墳群）與土合古墳群（日语：土合古墳群）。
- 南北朝時代，大窪鄉形成聚落，現在的地名「大久保」便是源自於此。
- 鎌倉時代，鎌倉街道通過大久保地區。
- 1350年（觀應元年），觀應之亂羽根倉之戰，足利尊氏方的高麗經澄戰勝足利直義方的難波田九郎三郎。
- 1920年（大正9年），指定田島原櫻草生長地為天然紀念物。
- 第二次世界大戰後，此地東京郊區化，人口急增。
- 1964年（昭和39年）7月至1969年（昭和44年）12月，埼玉大學自浦和市內常盤（現浦和區）遷往下大久保。
- 1973年（昭和48年）4月1日，國鐵武藏野線開通。開設西浦和站。
- 1985年（昭和60年）9月30日，國鐵埼京線開通。開設中浦和站（南區）。

### 沿革
- 1877年（明治10年）1月29日 - 西蓮寺村與千駄村合併成立榮和村。
- 1879年（明治12年）3月28日 - 元宿村未避免與本宿村混淆更名為南元宿村。本宿村更名為北本宿村，為北本市的由來。
- 1889年（明治22年）4月1日 - 上大久保、下大久保、五關、植田谷領領家、植田谷領在家、塚本、宿、神田、白鍬等九村合併成立大久保村（日语：大久保村 (埼玉県)），南元宿、田島、鹿手袋、西堀、關、與野領町谷、新開、榮和、道場、中島、山久保十一か村合併成立土合村（日语：土合村）（「土」是「十一」的組合字，「合」代表此十一村合併）。
- 1955年（昭和30年）1月1日 - 舊大久保村、舊土合村合併為舊浦和市。
- 2001年（平成13年）5月1日 - 舊浦和市與舊大宮市、舊與野市合併為埼玉市。
- 2003年（平成15年）4月1日 - 升格政令指定都市，大久保地區與除了關、鹿手袋的土合地區成立櫻區。

### 區名由來
- 荒川河川地的秋瀨地區（田島原）是日本最大的櫻草生長地而命名。

## 人口
櫻區成立後的每年人口變化。
| \| 2003年 \| 91,587人 \| \| \| 2004年 \| 91,568人 \| \| \| 2005年 \| 91,292人 \| \| \| 2006年 \| 92,039人 \| \| \| 2007年 \| 92,160人 \| \| \| 2008年 \| 92,510人 \| \| \| 2009年 \| 93,867人 \| \| \| 2010年 \| 95,545人 \| \| \| 2011年 \| 95,600人 \| \| \| 2012年 \| 95,469人 \| \| \| 2013年 \| 95,027人 \| \| \| 2014年 \| 95,451人 \| \| \| 2015年 \| 95,381人 \| \| |          |  |
| |          |  |
| 2003年 | 91,587人 |  |
| 2004年 | 91,568人 |  |
| 2005年 | 91,292人 |  |
| 2006年 | 92,039人 |  |
| 2007年 | 92,160人 |  |
| 2008年 | 92,510人 |  |
| 2009年 | 93,867人 |  |
| 2010年 | 95,545人 |  |
| 2011年 | 95,600人 |  |
| 2012年 | 95,469人 |  |
| 2013年 | 95,027人 |  |
| 2014年 | 95,451人 |  |
| 2015年 | 95,381人 |  |

## 行政、政治

### 行政機關
- 櫻區役所
- 大久保支所
- 土合支所
- 西浦和站市民窗口

### 警察・消防
- 埼玉市消防局櫻消防署（日语：桜消防署）
  - 櫻消防署大久保出張所
  - 櫻消防署西浦和出張所
- 全區由中央區的浦和西警察署（日语：浦和西警察署）管轄。
  - 西堀交番
  - 大久保交番
  - 田島團地交番
  - 新開交番

### 區長
吉住俊幸

## 設施、名勝

### 公園
- 秋瀨公園（日语：秋ヶ瀬公園）
- 荒川總合運動公園（日语：荒川総合運動公園）
- 櫻草公園（日语：さくら草公園）
- 西堀高沼公園（日语：西堀高沼公園）
- 千貫樋公園

### 水道、河川設施

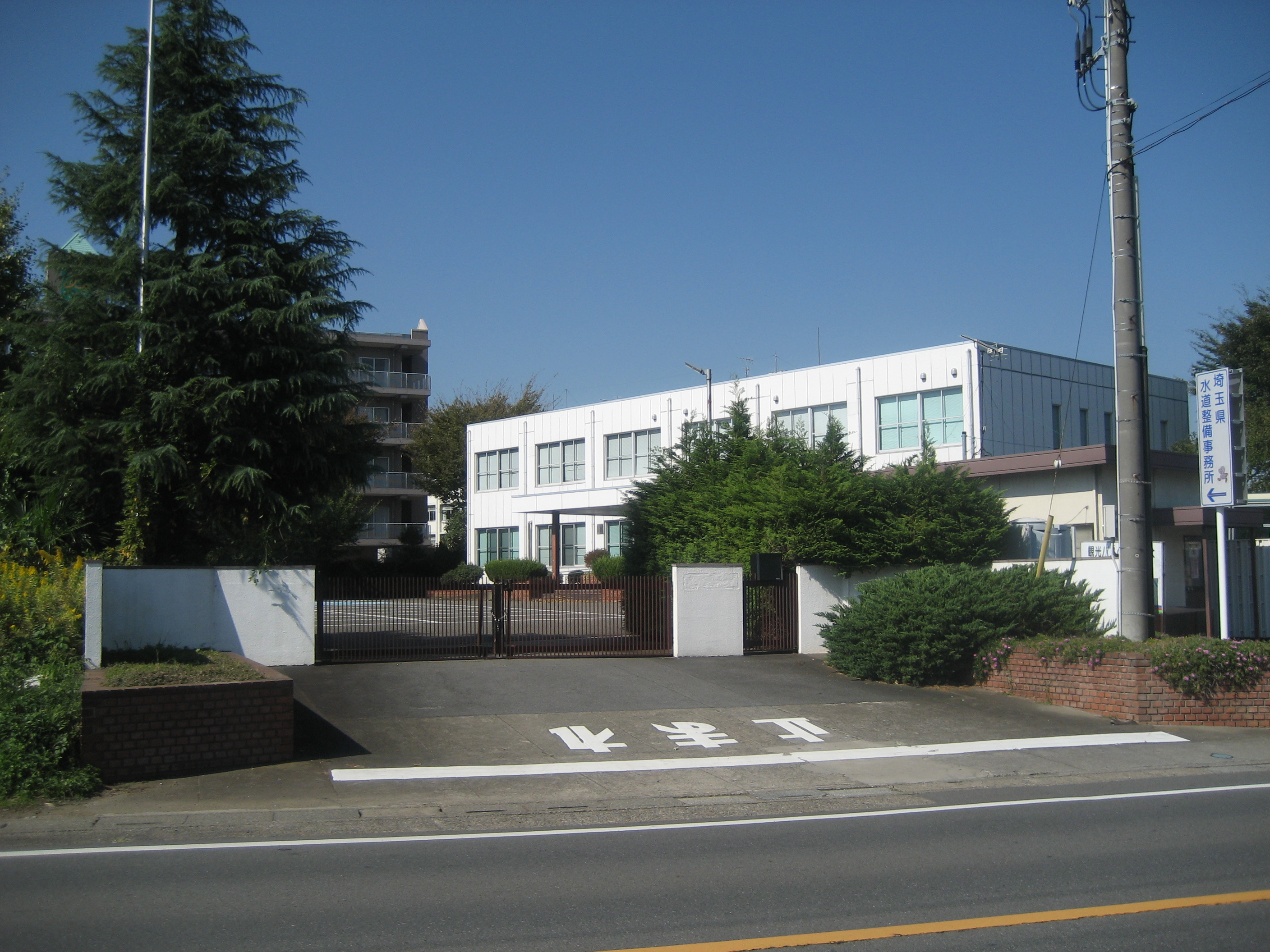
企業局水道整備事務所

- 大久保淨水場（日语：大久保浄水場）
- 企業局水道整備事務所

### 清潔中心
- 櫻環境中心（日语：桜環境センター）
- 清潔中心西堀

### 寺社
- 大泉院（日语：大泉院）
- 田島氷川神社
- 薬師堂

### 史跡
- 大久保古墳群（日语：大久保古墳群）
- 大久保條里遺跡
- 土合古墳群（日语：土合古墳群）
  - 本杢古墳
- 真鳥山城跡

### 其他
- 水資源機構（日语：水資源機構）總合技術中心
- AMeDAS埼玉觀測點（大久保淨水場內）
- 浦和總合流通中心（日语：浦和総合流通センター）
- 平野原送信所（日语：平野原送信所）（新開（しびらき）塔） - NHK埼玉FM放送、埼玉電視台
- NHK廣播第一放送（594kHz）、第二放送（693kHz）預備送信所（日语：NHK菖蒲久喜ラジオ放送所）
- Reds Land（日语：レッズランド）
郵政集配業務由埼玉新都心郵便局（日语：さいたま新都心郵便局）管轄、稅金由浦和稅務署管轄。

## 教育
大學
- 埼玉大學

高等學校
- 埼玉縣立浦和北高等學校（日语：埼玉県立浦和北高等学校）
- 埼玉縣立浦和工業高等學校（日语：埼玉県立浦和工業高等学校）
- 埼玉縣立常盤高等學校（日语：埼玉県立常盤高等学校）

中學校
- 埼玉市立大久保中學校（日语：さいたま市立大久保中学校）
- 埼玉市立土合中學校（日语：さいたま市立土合中学校）
- 埼玉市立田島中學校（日语：さいたま市立田島中学校）
- 埼玉市立上大久保中學校（日语：さいたま市立上大久保中学校）

小學校
| - 埼玉市立大久保小學校 - 埼玉市立土合小學校 - 埼玉市立栄和小學校 - 埼玉市立大久保東小學校 | - 埼玉市立田島小學校 - 埼玉市立新開小學校 - 埼玉市立神田小學校 - 埼玉市立中島小學校 |

特別支援學校
- 埼玉縣立特別支援學校埼玉櫻高等學園（日语：埼玉県立特別支援学校さいたま桜高等学園）

体育施設
- 埼玉市紀念總合體育館（日语：さいたま市記念総合体育館）
- 浦和西體育館（日语：浦和西体育館）

社会教育施設
- 埼玉市立櫻圖書館（日语：さいたま市立図書館）
  - 大久保東分館
- 大久保公民館
- 大久保東公民館
- 榮和公民館
- 土合公民館
- 田島公民館

## 交通

### 鐵路
東日本旅客鐵道（JR東日本）
- 武藏野線：西浦和站
- 埼京線：中浦和站[註 1]

### 巴士
- 国際興業（日语：国際興業バス）
  -     - 西浦和營業所
      - 區內大部分路線與浦和區、中央區、志木市、朝霞市等鄰近自治體的路線網。另還營運櫻區社區巴士。

    - 戶田營業所（所在地：戶田市）
      - 田島團地等路線。
- 西武巴士
  -     - 大宮營業所（所在地：大宮區）
      - 埼玉大學與大久保團地等路線。

### 道路
高速道路
- 首都高速道路埼玉大宮線（埼玉縣道124号高速埼玉戶田線）
  - 浦和北
  - 浦和中央（預定）

一般國道
- 國道17號新大宮繞道
- 國道463號（浦和所澤繞道（日语：浦和所沢バイパス））

縣道
- 主要地方道
  - 埼玉縣道40號埼玉東村山線（日语：埼玉県道・東京都道40号さいたま東村山線）（志木街道）
  - 埼玉縣道57號埼玉鴻巢線（日语：埼玉県道57号さいたま鴻巣線）（新六間道路）
  - 埼玉縣道79號朝霞蕨線（日语：埼玉県道79号朝霞蕨線）
- 一般縣道
  - 埼玉縣道155號埼玉武藏丘陵森林公園自行車道線（日语：埼玉県道155号さいたま武蔵丘陵森林公園自転車道線）（荒川自行車道路）
  - 埼玉縣道165號大谷本鄉埼玉線（日语：埼玉県道165号大谷本郷さいたま線）
  - 埼玉縣道215號宗岡埼玉線（日语：埼玉県道215号宗岡さいたま線）（八幡通）
  - 埼玉縣道382號早瀨埼玉線（日语：埼玉県道382号早瀬さいたま線）（與縣道79號共用）

## 圖片
- 西浦和站
- 埼玉大學
- 大久保淨水場（日语：大久保浄水場）
- Reds Land（日语：レッズランド）
- 埼玉市紀念總合體育館（日语：さいたま市記念総合体育館）

## 町字
- 舊土合村（日语：土合村）
  - 南元宿（日语：南元宿）
  - 西堀（日语：西堀 (さいたま市)）
  - 田島（日语：田島 (さいたま市)）
  - 櫻田（日语：桜田 (さいたま市)）
  - 新開（日语：新開 (さいたま市)）
  - 道場（日语：道場 (さいたま市)）
  - 町谷（日语：町谷 (さいたま市)）
  - 榮和
  - 中島（日语：中島 (さいたま市)）
  - 山久保（日语：山久保）

- 舊大久保村（日语：大久保村 (埼玉県)）
  - 上大久保（日语：上大久保）
  - 下大久保（日语：下大久保）
  - 大久保領家（日语：大久保領家）
  - 神田（日语：神田 (さいたま市)）
  - 白鍬（日语：白鍬）
  - 在家（日语：在家 (さいたま市)）
  - 宿（日语：宿 (さいたま市)）
  - 五關（日语：五関）
  - 塚本（日语：塚本 (さいたま市)）
  - 昭和（日语：昭和 (さいたま市)）

## 備註
1. ↑  北側部分位在櫻區。車站所在地為南區

## 外部連結
- 埼玉市櫻區役所 （页面存档备份，存于）